# Sangri
Sangri, (chữ Tạng: སྣེ་གདོང་རྫོང་; Wylie: sang ri rdzong; ZWPY: Sangri Zong; tiếng Trung: 桑日县; bính âm: Sāngrì Xiàn, Hán Việt: Tang Nhật huyện) là một huyện của địa khu Sơn Nam (Lhoka), khu tự trị Tây Tạng, Trung Quốc.

### Trấn
- Tang Nhật (桑日镇), 4212 người

### Hương
- Tăng Kỳ (增期乡), 5520 người
- Bạch Đôi (白堆乡), 2261 người
- Nhung (绒乡), 5520 người